# Mallory Maxine Velte
Mallory Maxine Velte (Sacramento, Kalifornia, 1995. március 4. –) amerikai női szabadfogású birkózó. A 2018-as birkózó-világbajnokságon bronzérmet szerzett 62 kg-os súlycsoportban, szabadfogásban.

## Sportpályafutása
A 2018-as birkózó-világbajnokságon a 62 kg-osok súlycsoportjában megrendezett döntő mérkőzés során a brazil Lais Nunes de Oliveira volt ellenfele, aki 2–1-re győzött.